# Vinicius Augusto Bozzo
Vinicius Augusto de Paula Soares (São Paulo, 02 de março de 1985), conhecido no meio artístico como Vinicius Augusto Bozzo é músico, pianista, ator, roteirista, produtor audiovisual, comediante e empresário brasileiro.

## Biografia
Começou a sua carreira artística aos 3 anos de idade no teatro, contracenando com a sua família. Vinicius é filho do ator e dramaturgo Odair Soares Ammom com a psicóloga e atriz Esther de Paula. Durante a infância estudou piano erudito e popular na Fundação das Artes de São Caetano do Sul. Estudou música erudita mas tocar Jazz e a Bossa Nova sempre foi sua maior alegria.
Em 2001, toda sua família mudou para Fortaleza, no Ceará, e logo se aproximou da linguagem audiovisual. Fez um curso de roteiro de curta metragem com Joaquim Assis, linguagem audiovisual e documentário com Breno Kupperman no extinto Instituto de Artes Dragão do Mar.
Logo começou a trabalhar com produção audiovisual e roteiros. Ganhou notoriedade pelo personagem "O Penetra" no programa televisivo "Noivos in Foco" na Rede União que viveu durante 9 anos e, atualmente, é o roteirista e apresentador do quadro "Na Esportiva VM" do Globo Esporte na TV Verdes Mares, afiliada cearense da Rede Globo. Atua também como roteirista, editor e diretor de fotografia de VTs publicitários e documentários em sua própria produtora.

## Televisão
- VJ

Estreou na televisão em 2003, participando do 1º Concurso de VJ da Rede União, no Ceará. Foi classificado entre os 10 finalistas entre 5.400 inscritos.
- Turbulência (TV Diário)

Após o concurso foi chamado para ser roteirista do programa humorístico Turbulência, produzido pela Colosso Entertainement e veiculado para todo o Brasil pela TV Diário. O programa alcançou excelente audiência, mas teve única temporada. Entre julho e dezembro de 2003 Vinicius Augusto Bozzo viveu o personagem Mundiça, um bêbado que usava a camisa de vários times de futebol e trocava a camisa para beber comemorando com o time vencedor. Ver matéria no site da TV Diário e no Jornal Diário do Nordeste.
- Fera Esporte (TV Jangadeiro)

Em julho de 2004, foi chamado para ser repórter e produtor de um programa esportivo produzido pelo Fortaleza E.C. chamado Fera Esporte. No programa já iniciava a misturar humor e informação fazendo um quadro que contava curiosidades do esporte chamado Bola de Meia. Foi correspondente na Copa São Paulo de Futebol Júnior de 2005 acompanhando o time do Fortaleza. Este programa era co-produzido pela TV Jangadeiro, filiada na época ao SBT.
- Noivos in Foco (TV União)

Em março de 2005, Vinicius foi convidado para ser repórter no programa de casamentos Noivos in Foco pelos diretores Bello Rodrigues e Old Soares, que já havia o dirigido no humorístico Turbulência. O programa até os dias de hoje é transmitido pela Rede União para o Brasil. A ideia dos diretores era criar um quadro com uma pegada cômica dentro de um programa especializado em divulgar festas de casamentos e seus respectivos profissionais. Vinicius ganhou um quadro onde ele visitava mulheres solteiras que tinham pagado o Buquê da noiva nas festas de casamento para saber se elas tinham se casado. O quadro chamava "Quem pegou o buquê?". Com o tempo, o Noivos in Foco resolveu ter um quadro dentro dos eventos, durante as festas. Surgiu assim seu personagem chamado O Penetra que era um atrapalhado repórter que "invadia" as festas de casamento e 15 anos para retirar depoimentos divertidos dos convidados, brincar, fazer piadas. O quadro O Penetra ficou no ar entre abril de 2005 até julho de 2014. Sua história com o mercado de casamentos foi tão forte que chegou a ser convidado para falar sobre o mercado em alguns eventos.
- Núcleo de Documentário (TV Assembleia do Ceará)

Em junho de 2011, foi chamado para ser roteirista e editor no Núcleo de Documentário da TV Assembleia (Ceará) , ajudou a produzir mais de 20 produções e,em 3 delas, assinou o roteiro e a direção de fotografia. São eles: "Dora Andrade" (2012), sobre a bailarina e fundadora da Edisca Dora Andrade , "Chico Albuquerque - Revelações" (2013), sobre o fotógrafo publicitário Chico Albuquerque e "Raymundo Cela - traços de uma vida", que contou a vida e o legado do pintor cearense Raimundo Cela. Em parceria com a coordenadora do núcleo e documentarista cearense Angela Gurgel, montou o filme "Jurema - Terra de Pescador" que foi selecionado para a Mostra Olhar do Ceará no Cine Ceará de 2014.
- Na Esportiva VM (TV Verdes Mares/Rede Globo)

Em julho de 2014, durante a Copa do Mundo de futebol que aconteceu no Brasil, ele estreou o quadro Na Esportiva VM. Seu objetivo era mostrar o outro lado dos torcedores cearenses e turistas durante os jogos da Copa que aconteceram em Fortaleza. Foram 12 episódios que foram veiculados no jornal local CE TV 1ª Edição da TV Verdes Mares, afiliada da Rede Globo no Ceará. O sucesso com o público fez o projeto continuar no ar. Depois da Copa, o Na Esportiva VM continuou com sua pegada cômica e informativa agora dentro do Globo Esporte. A temática foi ampliada para esportes curiosos, pautas inusitadas no mundo dos atletas e esquetes cômicas. Vinicius Augusto Bozzo é roteirista e apresentador do quadro até hoje.

## Teatro
Apesar de sua infância e da influência de seus pais para fazer teatro, foi a música que o conquistou. Estreou com participações infantis no espetáculo teatral "Pantaleão e as Misteriosas Caras de pau-Brasil", com texto e direção de Oldair Soares, seu pai. Porém, se afastou do teatro para estudar piano. Só em 2003 que Vinicius Augusto Bozzo volta aos palcos. Convidado pelo ator, dramaturgo e diretor cearense Carri Costa para fazer Bob Formiga no infantil "A Casa Verde". O espetáculo infantil foi sucesso de crítica (leia crítica de "Emmanuel Nogueira" no Jornal O POVO http://www.opovo.com.br/app/opovo/vidaearte/2003/07/30/noticiasjornalvidaearte,282118/os-diferentes-br-na-casa-verde.shtml). Ficou cerca de um ano em cartaz. Neste espetáculo, Vinicius Augusto Bozzo assinou os arranjos da trilha sonora da compositora Nara Avelar. Depois de 2004, com o final de mais de 1 ano de temporada, ele se afastou dos palcos.
A Casa Verde é um delicioso passeio musical por um mundo
de cores e muita alegoria. Esse espetáculo tem quase tudo do que se
exige de uma boa peça infantil: atores conscientes do ofício e
trabalhando de maneira afinada; músicas e arranjos eficientes, assinados
por Nara Avelar e Vinícius Bozzo, que dão fôlego ao texto, fazendo-o
fluir;

## Stand Up Comedy e Improviso
Já com mais de 10 anos de carreira e trabalhos na televisão cearense, Vinicius Augusto Bozzo descobriu o stand up comedy como um retorno aos palcos e também uma prática de escrita e de timming de comédia que o ajudaria em outros trabalhos, em outras mídias. Iniciou no coletivo de humor Qual é o link?  ao lado dos comediantes Paulo Soares, Gilliard Barbosa, Vagner Ancelmo e Larissa Ludiana. Com o coletivo, produziu vídeos para internet, gravou matérias com grandes nomes do humor como Tatá Werneck, Marcelo Marrom, Rodrigo Capella, Paulinho Serra entre outros. O grupo Qual é o Link? se apresentou em diversos espaços de Fortaleza entre 2011 e 2013. Entre eles o Teatro Chico Anysio, Cine Shopping Benfica e Livraria Saraiva com o projeto "Comédia Sem Compromisso".
No final de 2013, o grupo foi desfeito mas Vinicius continuou se apresentando em projetos como o Comédia na Cultura, Teatro Sesc Emiliano Queiroz, Terça de Graça. Durante a Copa do Mundo, montou o dueto com o espetáculo especial só com piadas sobre futebol ao lado do comediante Paulo Soares. O espetáculo "Dois Em Campo" foi apresentado no Teatro da Livraria Cultura. Veja matéria (Jornal Diário do Nordeste, Caderno Zoeira, http://diariodonordeste.verdesmares.com.br/cadernos/zoeira/a-copa-do-riso-1.1045723). Outro espetáculo que vez parte foi o Estação Stand Up, em cartaz no Teatro do Shopping Via Sul. (Jornal Diário do Nordeste, Caderno Zoeira, http://diariodonordeste.verdesmares.com.br/cadernos/zoeira/na-estacao-stand-up-1.1269872 )
No ano de 2013, foi convidado para participar do espetáculo "Rimprovisando", da Cia do Improviso, sob a direção de Moisés Loureiro. Se apresentou algumas vezes como convidado com a Cia do Humor 4&Meio no espetáculo "Só No Improviso" até que em 2015 foi convidado para se tornar parte integrante do grupo que atualmente tem a seguinte formação: Vinicius Augusto Bozzo, Davi Rios, Felipe Kustela, Olavo Firmeza e Victor Alen . Fizeram duas grandes apresentações no Teatro do Shopping Via Sul em Fortaleza, onde gravaram o seu 1º DVD. A Cia de Humor 4&Meio é um dos mais ativos grupos de teatro de improviso do Nordeste do Brasil.

## Formação
- Administração em Marketing pela Universidade Metodista de São Paulo
- Curso Livre em Música Fundação das Artes de São Caetano do Sul
- MBA em Assessoria de Comunicação Universidade Maurício de Nassau
- MBA em Audiovisual e Cinema Universidade Estácio